# Clara Willdenow
Clara Willdenow (8 de octubre de 1856-4 de julio de 1931) fue una de las primeras mujeres alemanas en obtener un título en Medicina, aunque debido a que se le negó el estudio en su propio país, tuvo que estudiar y titularse en Suiza. Abrió una clínica privada de Ginecología que funcionó alrededor de dos décadas. Era abiertamente lesbiana y nunca intentó ocultar su orientación sexual.

## Biografía
Clara Willdenow nació el 8 de octubre de 1856 en Bonn, Reino de Prusia. Su padre, Karl Willdenow, a veces es descrito como pedagogo de Berlín, otras como miembro del consejo privado de Breslau y en otras como curador de la Universidad de Bonn. Su bisabuelo era el botánico Carl Ludwig Willdenow. Recibió educación privada hasta completar su Abitur y luego se matriculó en la Escuela de Medicina de la Universidad de Zúrich en 1884. En esa época, las universidades alemanas se negaban a admitir mujeres. Estudió en Zúrich hasta 1887, después de aprobar sus exámenes propedéuticos continuó su educación en Berna, con especialidad en Pediatría. Cuando todavía era estudiante, conoció a Friedrich Nietzsche y llegó a pertenecer a su círculo, que incluía a Agnes Bluhm, Eva Corell, Meta von Salis y Resa von Schirnhofer. Obtuvo su título en 1893, convirtiéndose en una de las pocas mujeres alemanas a las que se otorgó un título médico antes de 1900.
Willdenow realizó un trabajo de laboratorio con el destacado químico Edmund Drechsel. Ella estudió la caseína, la proteína de la leche, y realizó una investigación sobre las sales inorgánicas de la lisina en la década de 1890. Abrió una consulta ginecológica privada en el distrito de Seefield en Zúrich en 1894, que operó hasta 1923. Era conocida por sus relaciones explícitas con mujeres y es probable que fuera exclusivamente lesbiana. Fue amante de Mentona Moser de 1904 a 1909 y luego por treinta y un años tuvo una relación con Pauline Bindschedler. La palabra lesbiana no era de uso común en ese momento, pero al describir su relación, Moser específicamente lo llamó «amor lésbico».
Willdenow y otros médicos firmaron una petición en 1900, solicitando al Consejo Federal que aceptara los resultados de los exámenes de las universidades suizas como requisitos previos para los exámenes alemanes. Aunque la ley alemana cambió en 1899 y permitió a las mujeres participar en la profesión médica, la aplicación de la ley era variable entre los diferentes estados alemanes. Tiempo después trabajó como médico voluntario en una clínica de Berlín. Willdenow murió el 4 de julio de 1931 en Zúrich.